# 松本平蔵
松本 平蔵（まつもと へいぞう、1849年（嘉永2年） - 1923年（大正12年）5月17日）は、日本の実業家。日東製粉初代社長。

## 経歴
熊谷で安永年間より糸繭商、穀物商を営む家に生まれる。1906年（明治39年）、日露戦争特需により乱立した製粉会社が供給過剰のため軒を並べて業績不振に陥った。そのため経営難に陥った熊谷製粉会社を引き受け「松本米穀店製粉部」とする。1914年（大正3年）に法人化し「松本米穀製粉株式会社」を設立。1930年（昭和5年）に名古屋製粉と群馬県の新田製粉を合併し、日東製粉株式会社に名称変更する。私財を投じて鉄道開設にも尽力し、1899年（明治32年）、秩父鉄道株式会社創立と同時に取締役、監査役につく。荒川砂利採取、熊谷商工会、高崎水力電気と多方面に功績を残す。1923年（大正12年）5月17日75歳で没す。長男は衆議院議員、熊谷市名誉市民の松本真平。